# Garrett P. Serviss

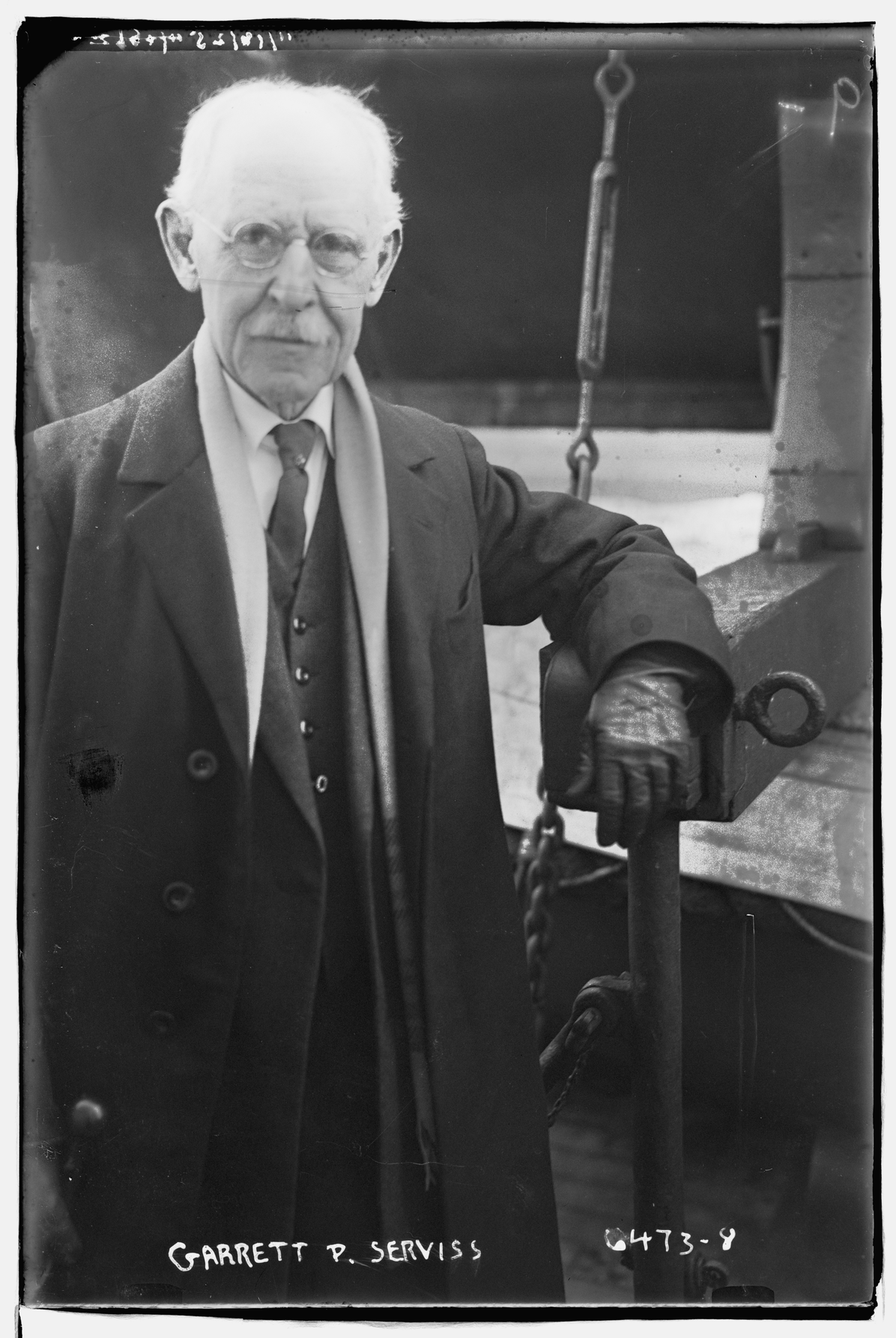
Garrett Putnam Serviss, November 1925

Garrett Putnam Serviss (* 24. März 1851 in Sharon Springs, New York; † 1929) war ein US-amerikanischer Journalist und Autor. Er schrieb Sachbücher zu astronomischen Themen und Science-Fiction-Geschichten.

## Leben
Geboren wurde Serviss 1851 in Sharon Springs, New York. Von 1868 bis 1872 studierte er Naturwissenschaften an der Cornell University. Anschließend besuchte er die Columbia College Law School. Er arbeitete allerdings nie als Anwalt, sondern wurde 1876 Redakteur der New York Sun, wo er in zahlreichen Artikeln naturwissenschaftliche Themen popularisierte. Ab 1892 widmete er sich als Vortragsredner und Autor ganz dieser Aufgabe.
Sein erstes Buch „Astronomy with an Opera Glass“ erschien 1888. Obwohl sich die meisten seiner Bücher mit Fragen der Astronomie beschäftigen, schrieb er auch eine Einführung in die Relativitätstheorie und einen Ratgeber über die „Kunst, öffentlich zu sprechen“. Gemessen an seinem Ausstoß an Sachbüchern und Zeitschriftenartikel nimmt die Zukunftsliteratur nur einen kleinen Teil seines Werkes ein. Bekannt sind fünf Romane und eine Erzählung. Ähnlich wie H. G. Wells, Jules Verne oder Kurd Laßwitz legte Serviss auch in seinen fiktionalen Geschichten großen Wert auf die Vermittlung naturwissenschaftlicher Zusammenhänge.

## Bibliografie
Science-Fiction
- Edison's Conquest of Mars (1898) 
  - Deutsch: Edisons Eroberung des Mars : Der zweite Krieg der Welten. Übersetzt von Wilko Müller jr. Projekte-Verlag Cornelius, Halle 2009, ISBN 978-3-86634-807-3. Auch als: Der zweite Krieg der Welten oder Wie Herr Edison den Mars eroberte. In: Der zweite Krieg der Welten. 2011.
- The Moon Metal (1900) 
  - Deutsch: Das Mondmetall. In: Wilko Müller (Hrsg.): Das Mondmetall : Phantastische Geschichten vom Gold. Projekte-Verlag Cornelius, Halle 2008, ISBN 978-3-86634-557-7. Auch in: Der zweite Krieg der Welten. 2011.
- A Columbus of Space (1909)
- The Sky Pirate (1909)
- The Second Deluge (1911)
- The Moon Maiden (1915, Kurzgeschichte)

Sammlungen
- Garrett P. Serviss' Science Fiction. Leonaur, 2007, ISBN 978-1-84677-323-5 (enthält Edison's Conquest of Mars, A Columbus of Space und The Moon Metal).
- Der zweite Krieg der Welten. Shayol (Utopisch-Phantastische Bibliothek #6), 2011, ISBN 978-3-926126-80-1 (enthält Der zweite Krieg der Welten oder Wie Herr Edison den Mars eroberte und Das Mondmetall).

Sachliteratur
- Astronomy Through an Opera Glass (1888)
- Pleasures of the Telescope (1901)
- Other Worlds (1901)
- The Moon (1907)
- Astronomy With The Naked Eye (1908)
- Curiosities of the Sky (1909)
- Round the Year with the Stars (1910)
- Astronomy in a Nutshell (1912)